# 愛はすべての人に
「愛はすべての人に」（原題：Love Comes to Everyone）は、1979年4月27日に発売されたジョージ・ハリスン（George Harrison）の楽曲である。日本では、1979年5月25日にリリースされた。

## 概要
アルバム『慈愛の輝き』からのセカンド・シングル。イントロ部分のリードギターはエリック・クラプトン、間奏でのモーグ・シンセサイザーはスティーヴ・ウィンウッドによる。英米でチャート・インを果たせなかったが、ジョージのソロ作品の中でも、しばしば高く評価される楽曲の一つ。音楽評論家の和久井光司は「ジョージ・ハリスンのエッセンスが凝縮されている」と評し、ジョージ・ハリスンのマニアとして知られる漫画家の本秀康は、特に好きな曲としてこの曲を挙げた。『Best Of Dark Horse 1976-1989』では、シングル・ヴァージョンを聴くことが出来る。
エリック・クラプトンは、2005年に発表したアルバム『Back Home』で、ジョージへの追悼の意を込めてこの曲を取り上げている。

## 収録曲
- 愛はすべての人に - (Love Comes to Everyone)
- ソフト・ハーテッド・ハナ  - (Soft-Hearted Hana)(英)(日)
- ソフト・タッチ  - (Soft Touch)(米)